# Schloss Biederstein

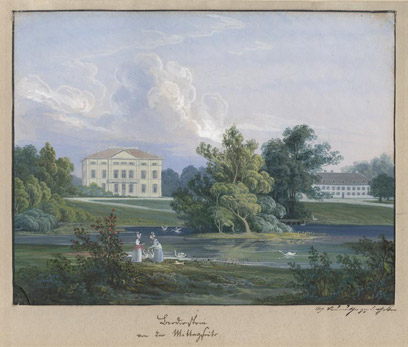
Neues (links) und Altes Schloss Biederstein (rechts) um 1830, Aquatinta von Carl August Lebschée

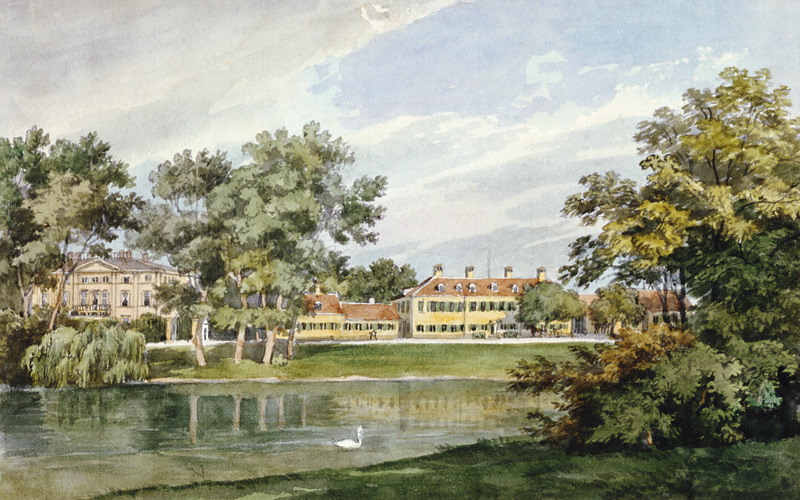
Schloss Biederstein, Aquarell von Heinrich Adam, München, Staatliche Graphische Sammlungen

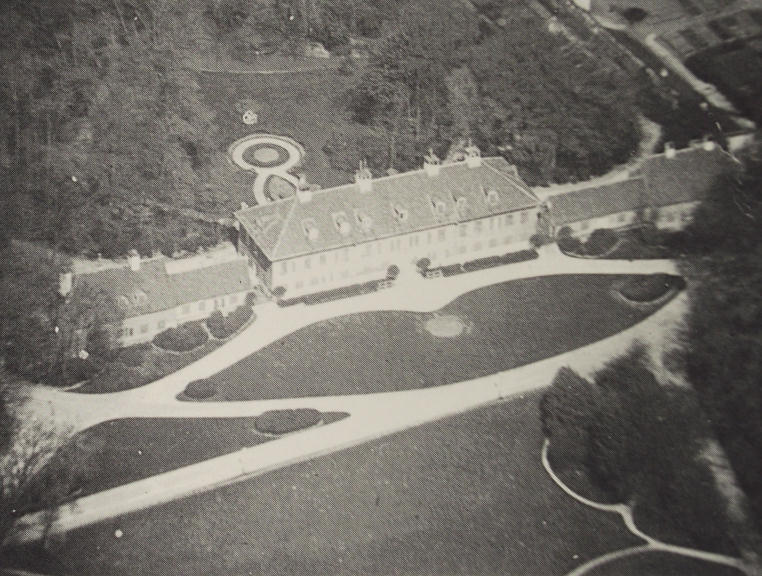
Luftbild des Alten Schlosses, 1890

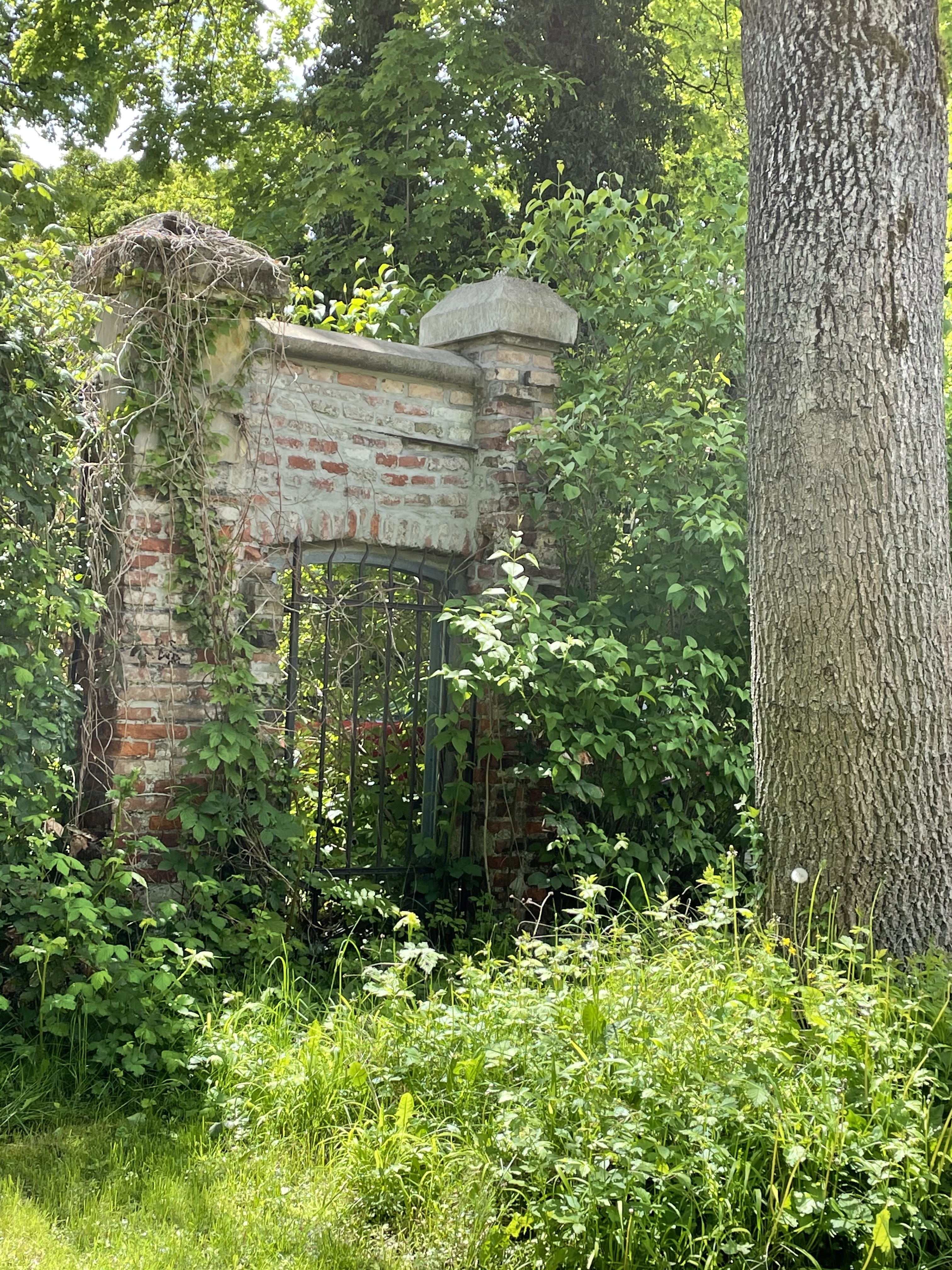
Reste des Alten Schlosses (Nordseite)

Das Schloss Biederstein war eine Schlossanlage im Münchener Stadtteil Schwabing an der heutigen Biedersteiner Straße/Biedersteiner Tunnel nördlich des Kleinhesseloher Sees. Es bestand aus zwei unterschiedlich alten Gebäuden, dem sogenannten Alten Schloss und dem Neuen Schloss. Reste des abgebrochenen Schlosses Biederstein (Gittertor mit Pfeilern, gemauerte Torpfeiler-Einfahrt mit Fußgängertor; Verwalterhaus) sind unter der Aktennummer D-1-62-000-7888 als denkmalgeschütztes Baudenkmal von Schwabing verzeichnet.  

## Geschichte
Zu Beginn des 18. Jahrhunderts wurde ein erstes, schlichtes Herrenhaus mit zwei Geschossen erbaut. Es besaß ein Walmdach und war durch Fenster in fünf Achsen unterteilt. Kurfürst Karl Theodor von der Pfalz-Sulzbach gab es 1784 als Ritterlehen an den Geheimen Rat Freiherr Stephan von Stengel.
1803 erwarb König Max I. von Bayern das Gebäude und schenkte es seiner Frau Karoline als Landhaus. Nach Plänen des Hofbaumeisters Franz Thun wurde es 1804 umgestaltet, ehe ihm 1825 zu beiden Seiten fünfachsige Erweiterungsbauten angefügt wurden. Königin Karoline nutzte die Schlossanlage nach dem Tod ihres Mannes als Witwensitz.
Im heute ebenfalls nicht mehr erhaltenen Schlosspark stand zudem ein Belvedere von Karl von Fischer, der später für den Bau des Neuen Schlosses abgerissen wurde. Vor dem Alten Schloss war ein See (Biedersteiner See) mit zwei kleinen Inseln angelegt, der durch einen Zufluss vom Schwabinger Bach gespeist wurde.
In der Zeit von 1826 bis 1830 erfolgte ganz in der Nähe der Bau des klassizistischen Neuen Schlosses nach Plänen des Architekten Leo von Klenze.
Auf dem Gelände des Neuen Schlosses, das 1934 abgerissen wurde, war vermutlich (und wenn, dann nur kurzzeitig) eine SS-Reitschule untergebracht, zudem Wohnhäuser, u. a. eine Geschäftsstelle des Verlages C. H. Beck, nach dem Krieg  die Firmentochter „Biederstein Verlag“.
Das Alte Schloss wurde im Zweiten Weltkrieg zerstört (1944). 1945 wurden seine Ruinen abgetragen. Herzog Luitpold Emanuel in Bayern verkaufte das Grundstück von Schloss Biederstein. Von 1951 bis 1955 wurde an ihrer Stelle von den Architekten Otto Roth und Harald Roth eine Studenten-Wohnsiedlung unter Mitwirkung von Charles Crodel errichtet, der 1954 die Fayence-Wand des Gartensaales schuf.